# Rezerwat przyrody Dalejów
Rezerwat przyrody Dalejów – rezerwat leśny w gminie Bliżyn, w powiecie skarżyskim, w województwie świętokrzyskim. Leży w granicach Suchedniowsko-Oblęgorskiego Parku Krajobrazowego oraz specjalnego obszaru ochrony siedlisk Natura 2000 Lasy Suchedniowskie PLH260010.
- Powierzchnia: 87,06 ha[1] (akt powołujący podawał 87,58 ha)
- Rok utworzenia: 1978
- Numer ewidencyjny WKP: 039
- Charakter rezerwatu: częściowy
- Przedmiot ochrony: wielogatunkowe drzewostany o charakterze naturalnym, które tworzą głównie jodła i modrzew polski w wieku 80–150 lat.

Rezerwat przyrody Dalejów jest punktem początkowym  czarnego szlaku turystycznego prowadzącego do Suchedniowa. Przez rezerwat przechodzi  zielony szlak turystyczny z Bliżyna do Zagnańska.
W pobliżu rezerwatu znajduje się pomnik przyrody Piekło Dalejowskie, rezerwaty przyrody „Bliżyn – Kopalnia Ludwik” oraz „Świnia Góra”, a także Brama piekielna. Obowiązuje plan ochrony ustanowiony w 2002 r..